# Eustachy Placyd von Nenchen
Eustachy Placyd von Nenchen (ur. w 1597 roku – zm. w 1647 roku) – kanonik warmiński i gnieźnieński w 1626 roku, kanonik honorowy dobromiejski w 1622 roku (zrezygnował w 1623 roku), sekretarz Zygmunta III Wazy i Władysława IV Wazy.
Pochodził z miśnieńskiej rodziny szlacheckiej osiadłej na Warmii. Kształcił się u jezuitów w Braniewie (1610–1614), Pradze, Würzburgu i w latach 1618–1621 w Kolegium Niemieckim w Rzymie. W Rzymie w 1620 roku przyjął święcenia subdiakonatu, a w 1621 roku diakonatu. W 1640 roku wpisał się do matrykuły nacji polskiej w Padwie.